# Championnats du monde de tir à l'arc 1938
Navigation
Édition précédente Édition suivante
Les championnats du monde de tir à l'arc 1938 sont une compétition sportive de tir à l'arc organisés en 1938 à Londres, au Royaume-Uni. Il s'agit de la huitième édition des championnats du monde de tir à l'arc.

## Palmarès
| Épreuves           | Or                                              | Argent                                            | Bronze                                                    |
| ------------------ | ----------------------------------------------- | ------------------------------------------------- | --------------------------------------------------------- |
| Individuel Hommes  | Frantisek Hadas (TCH)                           | Feliks Majewski (POL)                             | Smith (GBR)                                               |
| Par équipes Hommes | Tchécoslovaquie Frantisek Hadas Lenecek Dolezal | Pologne Wojewski Feliks Majewski Filip Prugar     | France Gaston Questemann Roger Béday Pierre Felbacq Obert |
| Individuel Femmes  | Nora Weston-Martyr (GBR)                        | Louise Nettleton (GBR)                            | Janina Kurkowska (POL)                                    |
| Par équipes Femmes | Pologne Janina Kurkowska Dubajova Skorupska     | Grande-Bretagne Louise Nettleton Lindner Sandford | Suède Heilborn Julia Stranne Kjellson Hillborn            |